# 勇騎大戰
勇騎大戰是NBA金州勇士和克里夫蘭騎士兩支球隊間的對戰。在1970年騎士剛加入聯盟時，兩隊彼此間只是普通的比賽組合。直到2014-15賽季，兩隊連續四個賽季在NBA总决赛系列賽對決。勇騎的對陣也成為NBA仅有的連續四年都是同一對戰組合。

这四个總冠軍系列賽中，金州勇士赢得其中三次，最近的一次是2018年，而骑士則赢得一次系列賽，最近一次是2016年。

長期的對決加上球隊高層的交易下，吸引了大量現在與曾經的全明星球員加入隊伍中，例如: 騎士隊的勒布朗·詹姆斯、德里克·罗斯、德韋恩·韋德、以赛亚·托马斯、凯文·乐福和凯尔·科沃尔，勇士隊的凯文·杜兰特、斯蒂芬·科里、德雷蒙德·格林、克雷·湯普森、安德烈·伊格达拉和大衛·衛斯特。

## 2014年以前
從1970年到1991年，勇士以37勝22負(勝率:.627)占優勢。骑士則是在1992年至1996年對勇士打出了一次十連勝，讓勇士對騎士戰績變為37勝32負(勝率:.536)。雙方的實力在2000年代勒布朗·詹姆斯首次加盟骑士後靠近。从2010年到2013年，勒布朗·詹姆斯離開骑士加盟迈阿密热火，而勇士只是个樂透區的队伍。
截至2013-14 NBA賽季，勇士在戰績上，些微領先此前對騎士的53勝50負(勝率:.515)。 
勒布朗·詹姆斯在2014年休賽期宣布回歸騎士。骑士也為了得到全明星前鋒凯文·乐福送出了安德魯·威金斯和其他資產，一系列的補強下，骑士队迅速成为東區強權，因为他们有了具有全明星淺力的凯里·欧文和其他正在成長的新秀，例如特里斯坦·汤普森。
在西區，勇士是透過后场的「浪花兄弟」―斯蒂芬·科里和克雷·湯普森領導球隊，打出快節奏與重視三分球的球風。

## 2014-15年赛季
勒布朗·詹姆斯、凯里·欧文、凯文·乐福 形成NBA最新的三巨頭。剛進入賽季，骑士即被認為是進入总决赛的熱門候選，勒布朗·詹姆斯的周圍有著比他剛進騎士時更好的團隊。但騎士在開季時成績並不理想，這跟凯文·乐福在克利夫兰沒有發揮出應有水準與得分後衛迪昂·维特斯的表現有關。骑士開季打出令人沮丧的19勝20負。在勒布朗·詹姆斯傷停兩個星期後的那个月 ，骑士在與雷霆跟尼克三方交易中將迪昂·维特斯交易到俄克拉何马城雷霆。他们获得三分球射手J·R·史密斯和防守悍將伊曼·尚波特的，騎士在之後的一場交易中，簽下了中鋒和護框手季莫费·莫兹戈夫，而这三个球员也是騎士重返東區冠軍賽的關鍵。

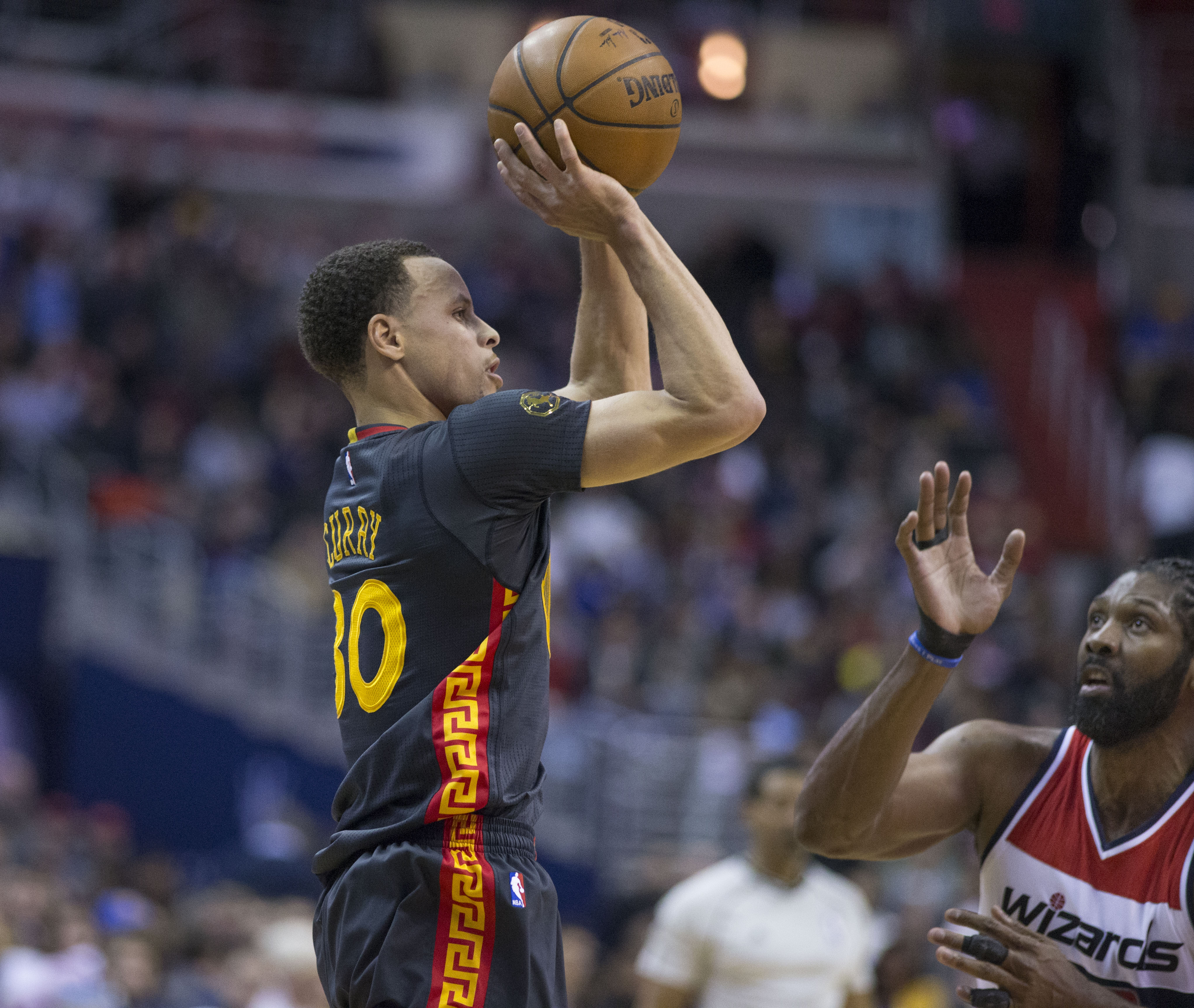
斯蒂芬·科里在2015年的勇士赢得了他的第一个最有价值球员奖

勇士則是給了聯盟一個大驚喜。他们在開季打出了21勝2負的傲人成績，以及一波的16連勝。斯蒂芬·科里立即成为一个最有价值球员的熱門人選，勇士也組出了屬於他們的三巨頭。 斯蒂芬·柯瑞進化為一個全明星球員。克雷·湯普森則成为一个頂尖得分後衛、三分射手。德雷蒙德·格林以場均12分，8篮板，4助攻崛起。新人總教练史蒂夫·科尔則成為最佳教练候选人。
勇士與騎士在這個賽季的兩次對決中，分別贏得了自己的主場比賽。
凯里·欧文、勒布朗·詹姆斯、斯蒂芬·科里、克雷·湯普森進入了分別進入了全明星隊，斯蒂芬·科里在全明星投票中以1,513,324票成為第一名，勒布朗·詹姆斯則以1,470,483票成為第二名。斯蒂芬·科里以場均23.8分，7.7助攻，外加2.0抄截，三分命中率44.3％赢得了例行賽MVP。 勒布朗·詹姆斯則是以場均25.3分，6.0籃板，7.4助攻，拿下例行賽MVP投票的第三名。 他們兩位也同時登上了NBA最佳陣容。凯里·欧文，克雷·湯普森也打出了不遜於最佳陣容的表現。 骑士最後以53勝29負，勇士以67勝15負雙雙創下球隊紀錄。

### 2015年NBA总决赛
勇士和骑士队在三輪季後賽中總共只輸掉了五場賽事。兩支球隊的總教練史蒂夫·科尔和大卫·布拉特都是第一年執教該球隊，這也寫下NBA總決賽的紀錄。但骑士面临在季後賽中面臨傷病的威脅，乐福在第一轮對陣中傷及肩膀。凯里·欧文則是在總決賽的Game1的延長賽中傷及左膝。勇士則趁勢以108-100在延長賽中取得首勝。 Game2同樣进入延長賽，但勒布朗·詹姆斯以一人之力帶領球隊以95-93扳平系列賽，並在隨後的Game3取得2-1大比分領先。但騎士隊後繼無力，勇士最後連勝三場贏得總冠軍的系列賽。伊格达拉拿下了 NBA总决賽MVP，虽然勒布朗·詹姆斯場均35.8分，13.3籃板，8.8助攻，卻只能接受落敗的事實。

## 2015-16年赛季：騎士隊的驚奇逆轉

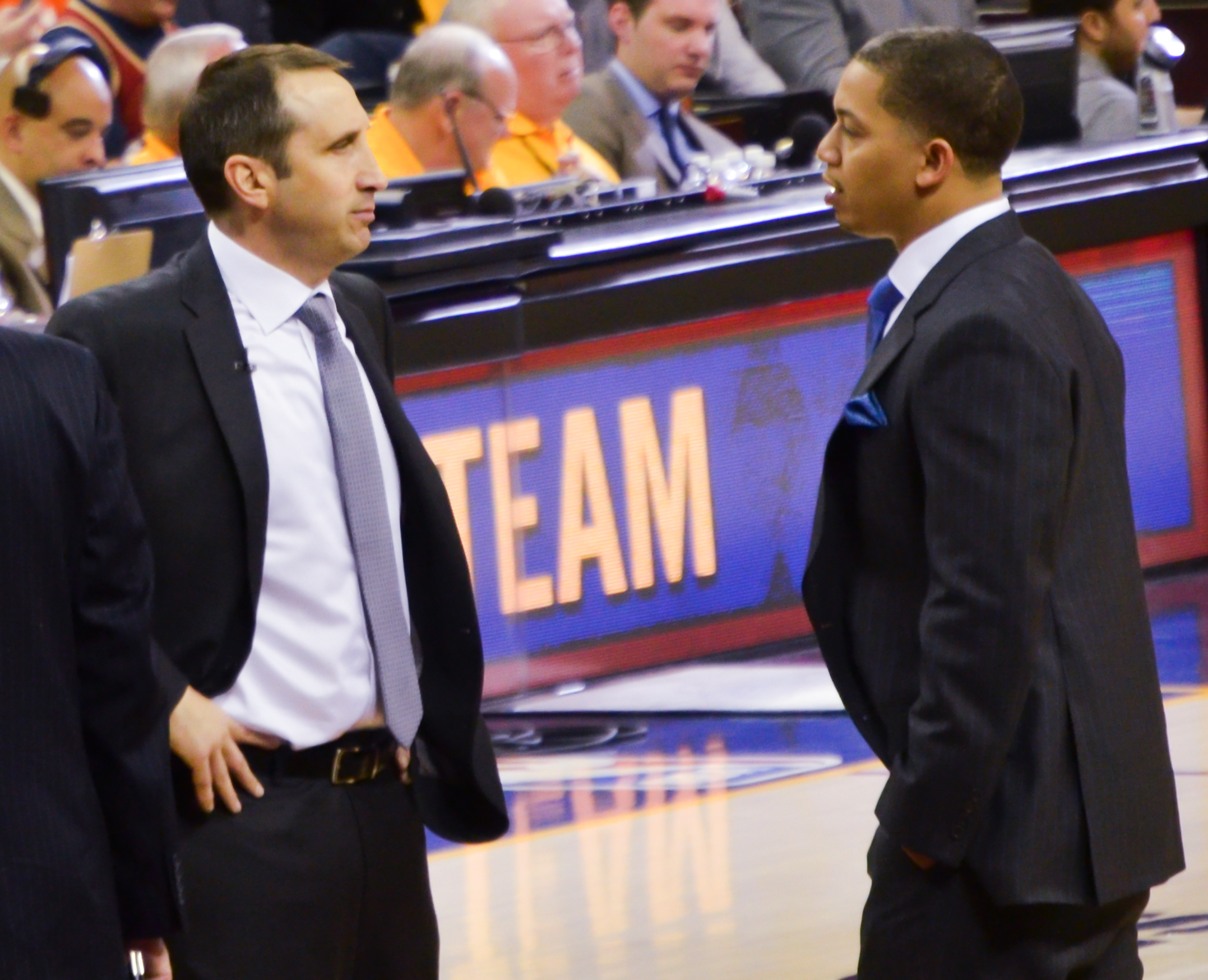
在 2015-16年克里夫兰骑士队的赛季教练 大卫·布拉特 (左)，他们将替换为助理教练 泰伦·卢 (右)。

勇士在2015-16賽季中打出跨季28連勝，創下了NBA第二長的連勝紀錄。 在全明星周末時，勇士戰績達到了48勝4負，這包含对例行賽中對騎士的勝場，同時也創下在全明星周末時最佳的戰績。斯蒂芬·科里，汤普森，德雷蒙德·格林進入全明星陣容。勇士更在例行賽結束後，以73勝打破由1995-96年度芝加哥公牛队保持的72勝場紀錄。斯蒂芬·科里成为史上第一个全票MVP。
尽管他们在例行賽具有主导地位，勇士卻在西區季后赛走得格外艱辛。在沒有斯蒂芬·科里的情況下，先後擊敗詹姆斯·哈登率領的休斯顿火箭和达米恩·利拉德帶領的波特兰开拓者。西區決賽中，勇士在搶七大戰中擊敗了由拉塞尔·威斯布鲁克與凯文·杜兰特率領的雷霆。雷霆雖然在第四场结束后以3-1领先，卻依然被勇士逆轉。 
骑士則是在2015-16賽季中面临到一些挑战。凯里·欧文因為膝傷缺席了大半個賽季。在一次與快艇的比賽取勝後，騎士的戰績來到31勝10負，總教練大卫·布拉特卻在這時候被解雇，由助理教練泰伦·卢接任總教練。騎士在這個賽季創下隊史例行賽最佳戰績，在東區與多伦多猛龙在決戰六場後挺進總冠軍賽，連續第二年對陣勇士。

### 總決賽過程

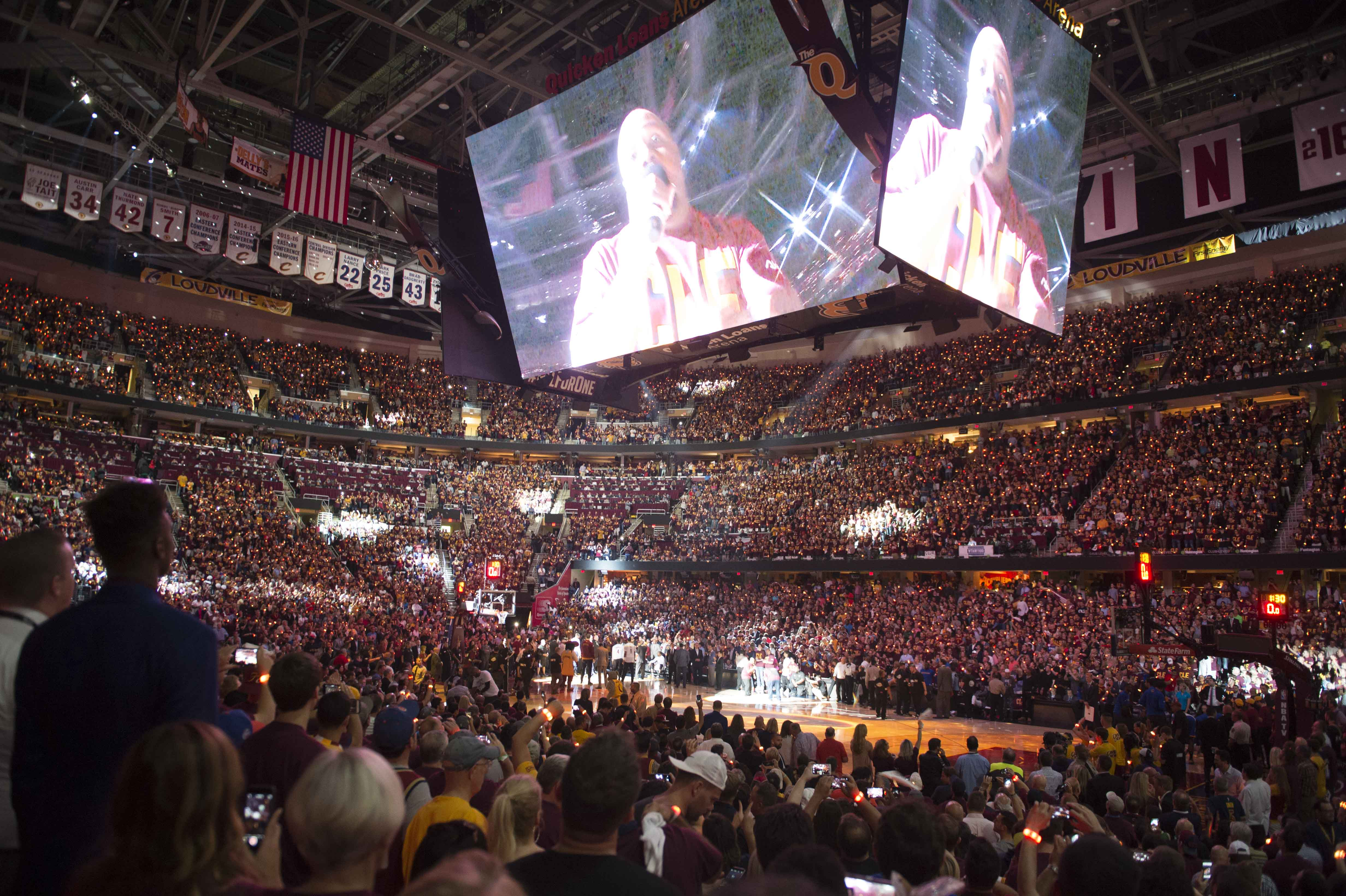
騎士主場快貸球館內，2016年NBA总决赛Game4開始前。

2016年NBA总决赛由骑士再次對上勇士。勇士队收下了G1與G2的主場勝利。骑士回到克里夫蘭主場後赢得了G3，卻被勇士搶下G4率先3-1聽牌。不過在Game4時，德雷蒙德·格林對勒布朗·詹姆斯犯規。联盟審查這次的犯規後，判德雷蒙德·格林一級惡意犯規，意味著德雷蒙德·格林無法出戰G5。

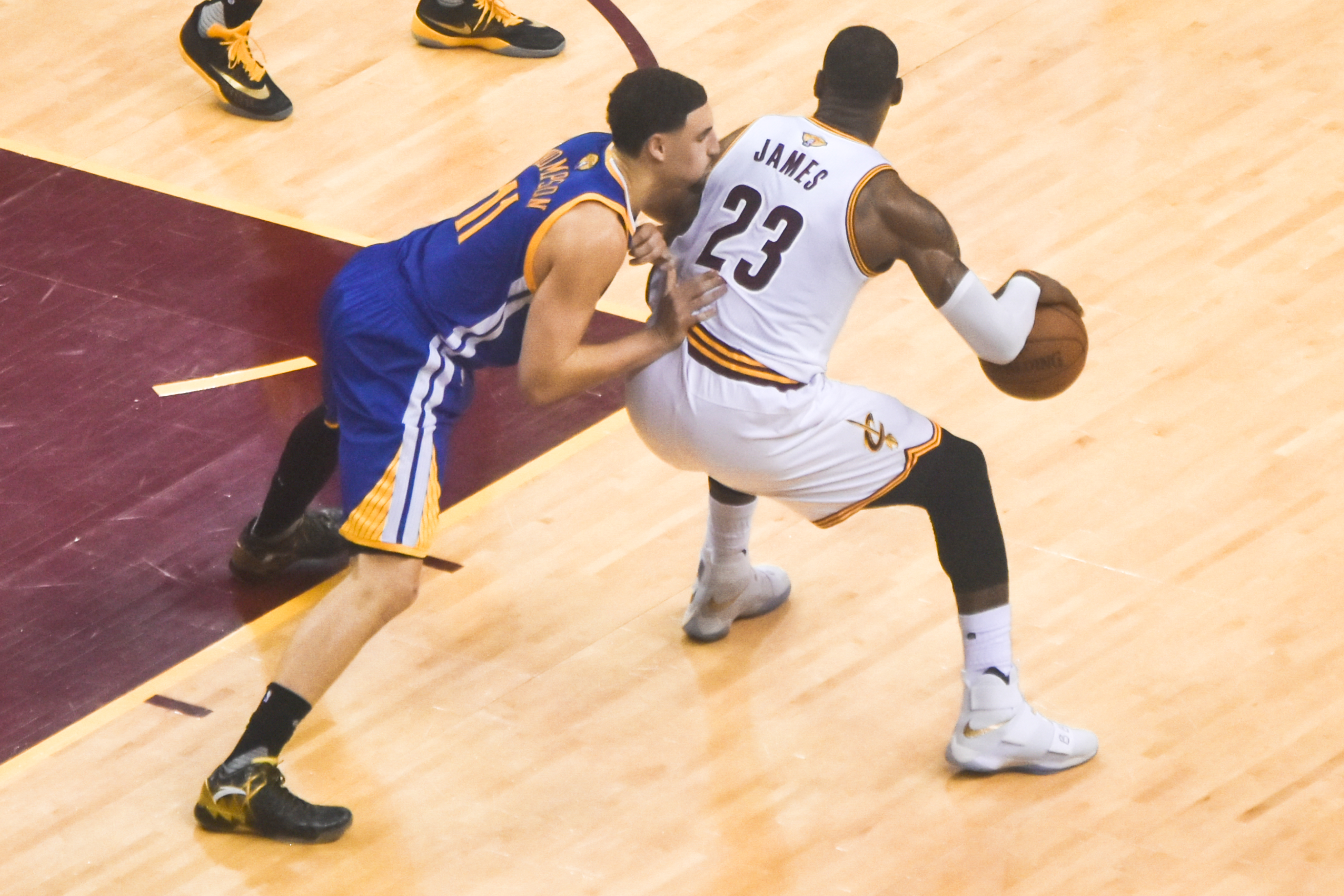
勒布朗·詹姆斯 (右)與 克雷·湯普森 (左)在2016年NBA总决赛。

#### 騎士的3-1逆境
勇士在3-1領先但德雷蒙德·格林缺陣的情況下進行了G5。在此前總共有32場3-1聽牌的球隊在此戰拿下系列賽。勒布朗·詹姆斯和骑士在Game5成功反撲,凯里·欧文和勒布朗·詹姆斯分別取得41分以112-97將系列賽拉回騎士主場，這也是NBA總冠軍賽史上第1次單隊有2名球員各攻下至少40分、5助攻。回在克利夫兰的勒布朗·詹姆斯持續他的瘋狂得分能力，豪取41分。勒布朗·詹姆斯也成为第一个在沙奎尔·奥尼尔後可以在總冠軍賽背靠背中得分超过40分的球員，騎士以115-101成功將比賽拉到3-3決勝局。

#### Game 7
比賽再次回到勇士主場，騎士成功從大比分1-3的落後，將系列賽拉入搶七。在比賽第四節時，比分來到89-89，勇士喊了短暫停。回到場上後，斯蒂芬·科里传球给伊古達拉，他成功甩掉J.R史密斯切入。卻被突然冒出来的勒布朗·詹姆斯蓋下了一鍋。有一分钟內两队比分停在89-89，凯里·欧文投入一顆關鍵三分讓骑士92-89領先，洛夫則是如大鎖般不讓科里投三分球。關鍵時刻時，詹姆斯運球冒著重傷風險衝入禁區，德雷蒙德·格林對詹姆斯犯規，詹姆斯罰二中一讓骑士拿下保險分，以93-89領先。在比賽最后一秒，科里投失了最後的三分球，這也代表骑士赢得他们的第一个加盟NBA之後的第一個總冠軍獎杯，以及成为第一支在NBA总决赛從1-3落後逆轉取勝的球隊。詹姆斯成为第三个在總冠軍賽第七戰取得大三元的球员，以及成为第一个得分、籃板、助攻、抄截、阻攻五項數據皆為兩隊第一的球員，並以此拿下总决赛最有价值球员。

## 2016-17年賽季：凯文·杜兰特的到來

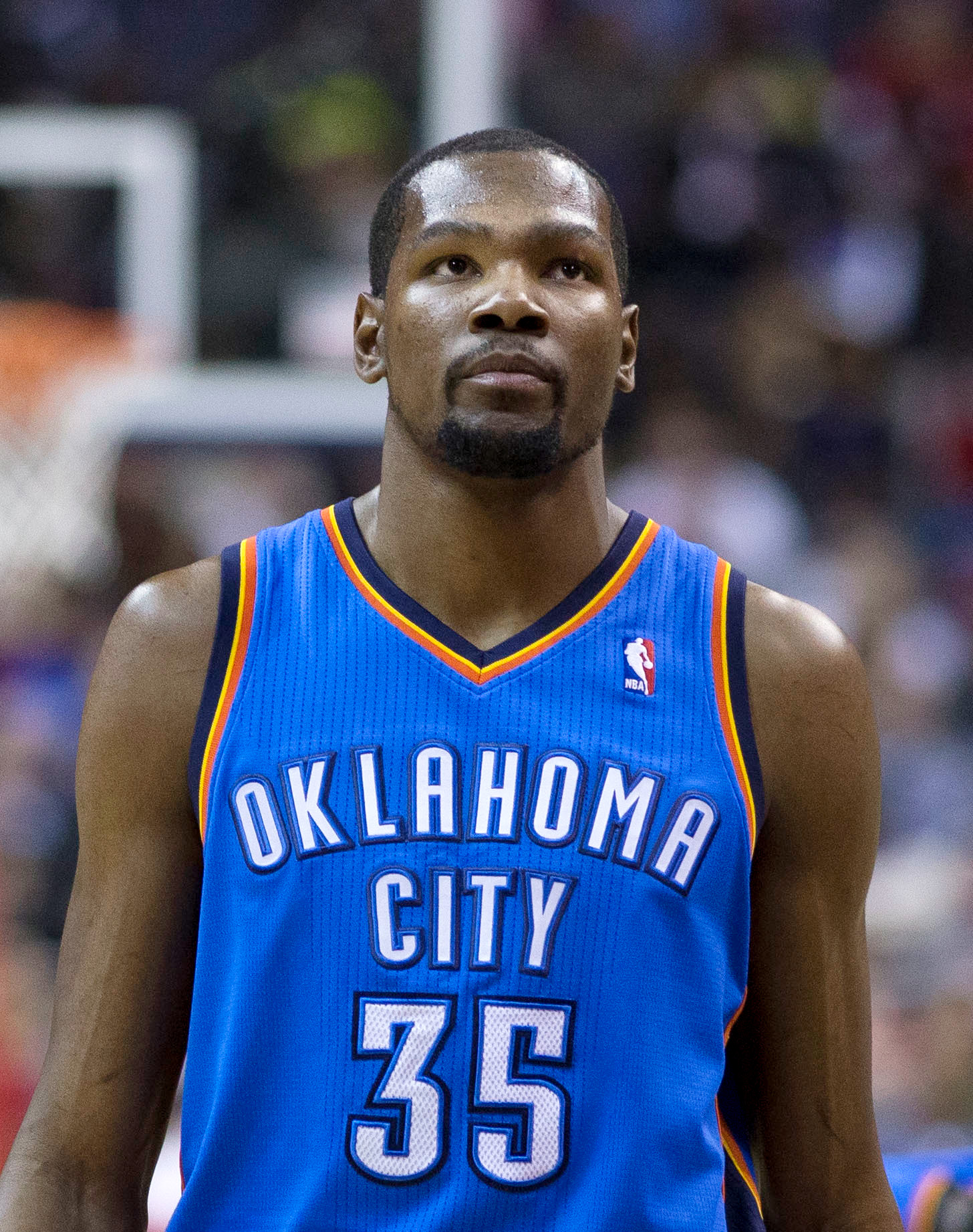
凯文·杜兰特 (图)对 2016-17年度的季节.

在2016年夏天，勇士簽下了來自 俄克拉何马城雷霆 的自由球員凯文·杜兰特(場均25.1分，8.3籃板，4.8助攻,1.1抄截和1.6阻攻。) 例行賽勇士取得67勝15負，是史上第一支在NBA連續三個賽季取得67勝的球隊，勇士以12勝0敗橫掃西區季後賽。這是隊史第一次，同時也成为第三支在季後賽分區內橫扫三个回合(前兩次是洛杉矶湖人實現(1988-89年 和 2000-01))，他們總共橫掃了开拓者、爵士和 马刺。斯蒂芬·科里和杜兰特也創下進入總決賽前場均25分以上與命中率超過50%的成績。 
在東區，骑士同樣在季後賽旅程中幾乎暢行無阻，他們也取得12勝1負的數據，唯一敗場是來自與波士顿凯尔特人的第三戰。 詹姆斯进入决赛十場均32.5分，8.0籃板，7.0助攻,2.2抄截，1.4阻攻和命中率70%的领域，三分命中率42%。洛夫也发挥了他在騎士最好的一個一次季後賽，場均17.2分，10.4籃板，1.9助攻，命中率46%和三分命中率44%。凯里·欧文則是在對陣塞爾提克時，拿到职业生涯季后赛的新高42分。勇士與骑士總計以24勝1負連續第三年對戰總冠軍賽，是史上最少敗場的總冠軍對決組合。
然而這一次的對決，勇士以絕對優勢4-1大比分，帶走2017年NBA總決賽的胜利。这是勇士三年內第二個總冠軍獎杯。本季加入的杜兰特也終於收穫第一枚冠軍戒指和NBA总决赛最有价值球员寶座。

## 2017-18年賽季
2018年NBA总决赛由东部联盟冠军克利夫兰骑士对西部联盟冠军金州勇士。最终，金州勇士4-0横扫克利夫兰骑士完成二连冠。凯文·杜兰特获得FMVP。